# Crosshaven
Crosshaven (irisch Bun an Tábhairne) ist eine Landstadt im County Cork im Süden der Republik Irland. Sie liegt an der Bucht von Cork, einem weitläufigen Naturhafen mit Ausblick nach Cobh und über die Curabinny-Wälder. Nahe gelegen ist der kleine Fährhafen Ringaskiddy.
Die Einwohnerzahl von Crosshaven - Churchbay wurde bei der Volkszählung 2022 mit 3263 Personen ermittelt. Das ist eine Verdoppelung gegenüber der Zählung von 1996, als es 1569 Bewohner waren.
Der Ort ist bekannt für den Royal Cork Yacht Club, der seit 1966 seinen Sitz in Crosshaven hat und als ältester Yachtclub der Welt (gegründet 1720) im Guinness-Buch der Rekorde steht.

## Persönlichkeiten
- Dan Desmond (1913–1964), Politiker